# 盖特和拉巴斯蒂德
盖特和拉巴斯蒂德（法語：Gueytes-et-Labastide，法語發音：[ɡɛt e labastid]）是法国奥德省的一个旧市镇，位于该省西部，属于利穆区。2016年，盖特和拉巴斯蒂德和相邻的科德瓦勒合并为新市镇瓦勒德朗布罗讷（Val de Lambronne）。

## 地理
盖特和拉巴斯蒂德（43°4'8"N, 2°0'22"E）面积4.81 平方千米，位于法国奧克西塔尼大區奥德省，该省份为法国南部沿海省份，北起塔恩省，西北接上加龙省，西接阿列日省，南至东比利牛斯省，东临地中海，东北与埃罗省接壤。
与盖特和拉巴斯蒂德接壤的市镇（或旧市镇、城区）包括：科德瓦勒、科比耶尔、埃斯克扬斯和圣瑞斯特德贝朗加尔、利涅罗勒、佩尔菲特迪拉泽斯。

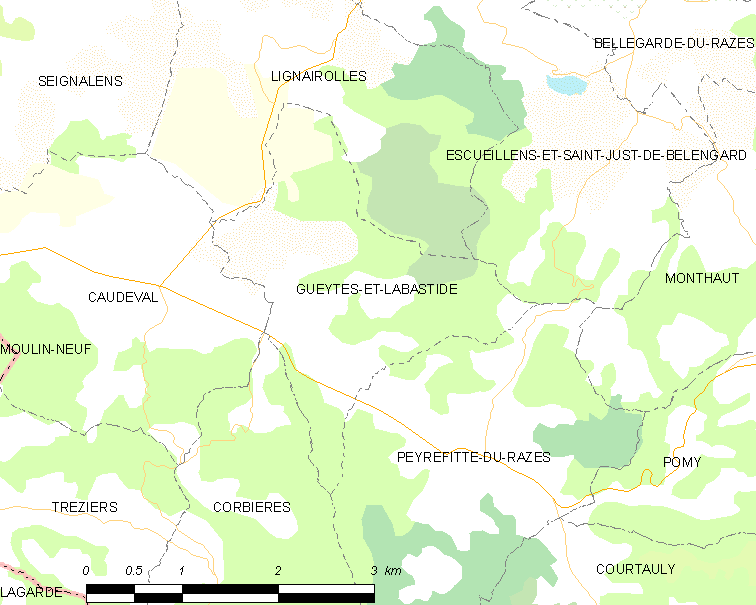
盖特和拉巴斯蒂德的OSM定位图

盖特和拉巴斯蒂德的时区为UTC+01:00、UTC+02:00（夏令时）。

## 行政
盖特和拉巴斯蒂德的邮政编码为11230，INSEE市镇编码为11171。

## 政治
盖特和拉巴斯蒂德所属的省级选区为上奥德河谷县。

## 人口

1962-2008年间盖特和拉巴斯蒂德人口变化图示

盖特和拉巴斯蒂德于2018年1月1日时的人口数量为32人。